# Batu Kuning (Batu Raja Barat)
Batu Kuning is een bestuurslaag in het regentschap Ogan Komering Ulu van de provincie Zuid-Sumatra, Indonesië. Batu Kuning telt 2883 inwoners (volkstelling 2010).